# Jean-Pierre Mercader
Jean-Pierre Mercader – francuski zapaśnik walczący w obu stylach. Uczestnik mistrzostw świata w 1977, 1978, 1979 i 1981. Zajął siódme miejsce na mistrzostwach Europy w 1984. Złoty i srebrny medalista igrzysk śródziemnomorskich w 1983, czwarty w 1979. Mistrz Francji w 1980, 1982 i 1984 roku.